# Thomas Rolston
Thomas Edmund Rolston (Tom Rolston; * 31. Oktober 1932 in Vancouver/British Columbia; † 29. Mai 2010 ebenda) war ein kanadischer Geiger, Dirigent und Musikpädagoge.

## Leben
Rolston hatte in Vancouver Violinunterricht bei Douglas Stewart und studierte 1949–1950 bei Roman Totenberg am Mannes College of Music in New York, 1950–1953 bei David Martin an der Royal Academy of Music in London und 1956–1957 am Brüsseler Konservatorium. Von 1951 bis 1958 war er Mitglied des Philharmonia Orchestra.
1958 kehrte er nach Kanada zurück. Dort wirkte er bis 1964 als Konzertmeister und Dirigent des Edmonton Symphony Orchestra und unterrichtete bis 1979 an der University of Alberta. 1959 spielte er mit dem Vancouver Symphony Orchestra die Uraufführung von Jean Coulthards Violinkonzert, und 1969 gehörte er zu den Gründern des University of Alberta String Quartet. Er führte die Suzuki-Methode des Violinunterrichts in Kanada ein und gründete 1964 die Society for Talent Education, die in zehn Jahren um die 600 Schüler ausbildete.
An der Banff School of Fine Arts in Banff leitete Rolston von 1965 bis 1971 das Streicherdepartment, war dann bis 1977 Musikkoordinator und bis 1979 musikalischer Direktor. Danach wurde er Direktor der Postgraduiertenprogramme der BanffSFA. Er gründete hier das Canadian Chamber Orchestra, leitete 1991 die Banff Festival Strings bei der Aufnahme der CD Intimate Baroque, bei der er den Soloviolinpart in Bachs zweitem Brandenburgischen Konzert spielte. Von 1988 bis 1991 unterrichtete er an der University of Calgary. Im Jahr 1991 war er Juror bei der Naumburg International Competition in New York.
Für seine Verdienste als Musikpädagoge und Förderer der Musik in Kanada wurde er 1974 mit dem Alberta Achievement Award geehrt und 1982 Fellow der Royal Academy of Music. Rolston war mit der Pianistin und Harfenistin Isobel Moore verheiratet. Ihre Tochter ist die Cellistin Shauna Rolston.

## Quelle
- Thomas Rolston. In:  Encyclopedia of Music in Canada. herausgegeben von The Canadian Encyclopedia (englisch, französisch).

| Personendaten    | Personendaten                                             |
| ---------------- | --------------------------------------------------------- |
| NAME             | Rolston, Thomas                                           |
| ALTERNATIVNAMEN  | Rolston, Thomas Edmund (vollständiger Name); Rolston, Tom |
| KURZBESCHREIBUNG | kanadischer Geiger, Dirigent und Musikpädagoge            |
| GEBURTSDATUM     | 31. Oktober 1932                                          |
| GEBURTSORT       | Vancouver                                                 |
| STERBEDATUM      | 29. Mai 2010                                              |
| STERBEORT        | Vancouver                                                 |